# Selección de fútbol de Esperanto
La Selección de fútbol de Esperanto es el equipo representativo de los hablantes del idioma esperanto en las competiciones oficiales. Su organización está a cargo de la Asociación Mundial de Fútbol de Esperanto, perteneciente al Consejo Sudamericano de Nuevas Federaciones.

## Historia

### Fundación
La selección se fundó en julio de 2014, en el marco del 99° Congreso Universal de Esperanto celebrado en Buenos Aires, Argentina. Disputaron su primer partido el 31 de julio del mismo año con jugadores esperantistas pertenecientes en su mayoría al continente americano, siendo su rival un equipo representativo de la comunidad armenia en Argentina. El resultado final fue 8:3 a favor de los armenios. Este encuentro formó parte de la Copa Hermandad Internacional organizada principalmente por el CSANF. En ese mismo año, la selección de Esperanto se afilió a esta organización.

### Copa Zamenhof (2015-2019)
Un año más tarde, en 2015, se jugó la Copa Zamenhof, torneo en honor al fundador del esperanto y que se empezó a jugar anualmente durante el Congreso Universal de Esperanto. En esta ocasión, dicho torneo se realizó durante el 100° Congreso llevado a cabo en Lille, Francia. En él, la selección esperantista jugó contra Sahara Occidental perdiendo por 4:0.
En julio de 2016, en Nitra, Eslovaquia, se celebró la segunda edición de la Copa Zamenhof, en el cual el seleccionado de Esperanto jugó contra el equipo representativo de la ZMOS, asociación que representa a los pueblos y comunidades de Eslovaquia. Aquel partido lo perdería por 5:4.
El 15 de abril de 2017, Esperanto disputó un partido amistoso previo a la tercera Copa Zamenhof contra el equipo de Pueblo Mapuche en el Estadio Fiscal Tucapel Bustamante Lastra de la ciudad de Linares, Chile, cayendo por 8:1. Meses después, disputaron la tercera edición contra un equipo representativo de Dongdaemun-gu, distrito ubicado en Seúl, Corea del Sur. Este partido lo ganaría por 0:1, ganando por primera vez la Copa Zamenhof.
En las ediciones siguientes de 2018 y 2019 respectivamente, el conjunto esperantista se enfrentó a un equipo de veteranos de AD Quinta do Conde, club perteneciente a la liga distrital de Setúbal, Portugal, y a Tiinan Tiikerit, un club local de Lahti, Finlandia. Con este último jugó con un equipo mixto.

## Resultados

### Contra selecciones
| Fecha               | Ciudad       | Local                       | Res. | Visita    | Certamen           |
| ------------------- | ------------ | --------------------------- | ---- | --------- | ------------------ |
| 31 de julio de 2014 | Buenos Aires | Comunidad Armenia Argentina | 8:3  | Esperanto | Copa CSANF         |
| 31 de julio de 2015 | Lille        | Sahara Occidental           | 4:0  | Esperanto | Copa Zamenhof 2015 |
| 15 de abril de 2017 | Linares      | Pueblo Mapuche              | 8:1  | Esperanto | Amistoso           |

### Contra clubes
| Fecha               | Ciudad | Local              | Res. | Visita    | Certamen           |
| ------------------- | ------ | ------------------ | ---- | --------- | ------------------ |
| 27 de julio de 2017 | Seúl   | Dongdaemun-gu      | 0:1  | Esperanto | Copa Zamenhof 2017 |
| 2 de agosto de 2018 | Lisboa | AD Quinta do Conde | 7:1  | Esperanto | Copa Zamenhof 2018 |
| 25 de julio de 2019 | Lahti  | Tiinan Tiikerit    | 2:5  | Esperanto | Copa Zamenhof 2019 |

### Otros
| Fecha               | Ciudad | Local | Res. | Visita    | Certamen           |
| ------------------- | ------ | ----- | ---- | --------- | ------------------ |
| 28 de julio de 2016 | Nitra  | ZMOS  | 5:4  | Esperanto | Copa Zamenhof 2016 |

## Estadísticas

### Copa CSANF
| Año   | Ronda        | Posición     | PJ           | PG           | PE           | PP           | GF           | GC           |
| ----- | ------------ | ------------ | ------------ | ------------ | ------------ | ------------ | ------------ | ------------ |
| 2011  | No participó | No participó | No participó | No participó | No participó | No participó | No participó | No participó |
| 2014  | Subcampeón   | 2°           | 1            | 0            | 0            | 1            | 3            | 8            |
| 2017  | No participó | No participó | No participó | No participó | No participó | No participó | No participó | No participó |
| Total | 1/3          | 4°           | 1            | 0            | 0            | 1            | 3            | 8            |